# I Against I
I Against I — третий студийный альбом американской музыкальной группы Bad Brains, выпущенный в 1986 году.

## Об альбоме
Экспериментируя с различными музыкальными жанрами, коллектив явно выходит за рамки музыки регги и хардкор-панка, и представляет пластинку хеви-метала, привнеся в общее звучание элементы таких стилей как фанк и соул. Кроме этого, ведущий вокалист группы Пол Хадсон, радикальным образом меняет стиль исполнения с крика в пользу мелодичности, что также контрастирует с предыдущими записями группы. Отличается разнообразием и лирическая составляющая пластинки: тогда как в некоторых композициях затрагиваются такие темы, как наркотики, эгоизм, организованная преступность, жестокость полиции, «She’s Calling You» и «Sacred Love» — это поп-песни, написанные исключительно на любовную тематику. Во время записи, вокалист группы H.R. некоторое время находился в тюрьме, и запись вокальной партии для «Sacred Love» произошла по телефону из исправительного учреждения.
Пластинка неоднократно цитировалась различными музыкальными изданиями, как одна из самых значимых записей в альтернативной музыке. Как отмечал редактор AllMusic Рик Андерсон, I Against I является «безусловно лучшим альбомом Bad Brains». Пластинка также была упомянута в альманахе «Тысяча и один музыкальный альбом, который стоит прослушать, прежде чем вы умрёте».

## Список композиций
Слова и музыка всех песен — написаны группой Bad Brains.
| №  | Название             | Длительность |
| -- | -------------------- | ------------ |
| 1. | «Intro»              | 1:02         |
| 2. | «I Against I»        | 2:50         |
| 3. | «House of Suffering» | 2:28         |
| 4. | «Re-Ignition»        | 4:18         |
| 5. | «Secret 77»          | 4:03         |

| №  | Название            | Длительность |
| -- | ------------------- | ------------ |
| 1. | «Let Me Help»       | 2:15         |
| 2. | «She’s Calling You» | 3:40         |
| 3. | «Sacred Love»       | 3:40         |
| 4. | «Hired Gun»         | 3:43         |
| 5. | «Return to Heaven»  | 3:54         |

## Участники записи
- H.R.[англ.] — вокал
- Dr. Know[англ.] — гитара
- Даррил Дженифер — бас-гитара
- Эрл Хадсон — барабаны